# Old Wall
Old Wall ist der Hauptort der Insel Mayreau, die dem Staat St. Vincent und die Grenadinen angehört. Der Ort liegt auf etwa 25 Meter Seehöhe.